# Josemaría Escrivá

Josemaría Escrivás vapen.

Josemaría Escrivá, egentligen Josemaría Escrivá de Balaguer y Albas, född 9 januari 1902 i Barbastro i provinsen Huesca i Aragonien, död 26 juni 1975 i Rom, var en spansk katolsk präst och grundare av Opus Dei. Josemaría Escrivá vördas som helgon inom Romersk-katolska kyrkan. Hans minnesdag firas den 26 juni.

## Biografi
Josemaría Escrivá betonade vikten av att sträva efter helighet i vardagen. När påven Johannes Paulus II den 17 maj 1992 saligförklarade Escrivá på Petersplatsen inför 300 000 människor, yttrade han bland annat:
| ” | Med övernaturlig ingivelse förkunnade den salige Josemaría outtröttligt den allmänna kallelsen till helighet och apostolat. | „ |

När Escrivá drygt tio år senare, den 6 oktober 2002, helgonförklarades, yttrade påven:
| ” | Den helige Josemaría valdes av Gud för att förkunna allas kallelse till helighet och för att visa att de vanliga sysslorna som vardagslivet består av är en väg till heligheten. Man skulle kunna säga att han var vardagslivets helgon. | „ |

Josemaría Escrivá har fått sitt sista vilorum i prelatskyrkan Santa Maria della Pace i norra Rom.